# Wildgerlostal
Das Wildgerlostal ist ein Tal in den Zillertaler Alpen im österreichischen Bundesland Salzburg.

## Geographie
Das Wildgerlostal erstreckt sich vom Speicher Durlaßboden (1405 m ü. A.) unterhalb des Gerlospasses rund 8 km nach Süden. Im Osten wird es vom Gerloskamm mit der Wildkarspitze (3073 m) als höchstem Gipfel begrenzt. Im Westen trennt ein von der Wildgerlosspitze (3280 m) ausgehender Grat das Wildgerlostal vom parallel verlaufenden Schönachtal, er bildet zugleich die Landesgrenze zu Tirol. Der Talschluss wird vom Wildgerloskees eingenommen. Diesem entspringt der Gerlosbach, der das Tal durchfließt.
Das Wildgerlostal ist ein typisches Trogtal, das in der Eiszeit vom Gletscher als einst V-förmiges Kerbtal zur heutigen U-Form ausgeschliffen wurde. Durch die Gletscher und die Verwitterung entstanden Kare, in denen sich nach dem Abschmelzen des Eises Bergseen wie die Gerlosseen bildeten. Die Endmoräne von 1850 markiert den letzten Höchststand des Gletschers.
Im unteren Talabschnitt, oberhalb des Speichers Durlaßboden, fließt der Gerlosbach durch die Leitenkammerklamm. Hier hat sich der Bach in den harten Zentralgneis des Venedigermassivs eingeschnitten, bevor er 100 Meter tiefer in den heutigen Stausee Durlaßboden fließt, der über weichem Gestein der Schieferhülle liegt.

## Natur
Der Talboden des Wildgerlostals wird almwirtschaftlich genutzt, an den Hängen reichen naturnahe Bergwälder und Krummholzbestände, insbesondere Zirben, bis 2000 m Höhe. Oberhalb der Waldgrenze schließt zumeist eine weitläufige, teils extensiv almwirtschaftlich genutzte, subalpine und alpine Rasen-, Polster- und Felsspaltenvegetation an. Typische Pflanzen sind Gletscherhahnenfuß, Klebrige Primel und Kleine Soldanelle. Die Leitenkammerklamm bietet einen Lebensraum für Vögel wie Wasseramseln und Gebirgsstelzen.

## Erschließung
Die Anfahrt vom Gerlospass (1531 m) kann über eine schmale Fahrstraße bis zur Finkau-Alm (1419 m) erfolgen. Ein Wanderweg führt von der Finkau-Alm über die Leitenkammer-Klamm und die Trissl-Alm (1583 m) zur Zittauer Hütte (2326 m) und zum unteren Gerlossee.
Hochalpine Übergänge bestehen über die Keeskarscharte (2784 m) ins Schönachtal, über die Seekarscharte (2519 m) ins Krimmler Achental und über die Rosskarscharte (2689 m) und die Rainbachscharte (Gerlosjöchl, 2724 m) ins Rainbachtal, ein westliches Seitental des Krimmler Achentals.